# Диада
Диа́да — это специальный тензор второго ранга, тензорное произведение двух векторов. В компонентной записи диада имеет вид
{\displaystyle \ A_{ij}=a_{i}b_{j},}
В бескоординатной форме
{\displaystyle \mathbf {A} =\mathbf {a} \otimes \mathbf {b} }, либо просто {\displaystyle \mathbf {ab} }
Любой двухвалентный тензор можно разложить в сумму не более чем n диад, где n — размерность исходного линейного пространства, так как
{\displaystyle {\begin{bmatrix}0&\dots &a_{1}&\dots &0\\0&\dots &a_{2}&\dots &0\\\dots &\dots &\dots &\dots &\dots \\0&\dots &a_{n}&\dots &0\end{bmatrix}}={\begin{bmatrix}a_{1}\\a_{2}\\\dots \\a_{n}\end{bmatrix}}\otimes {\begin{bmatrix}0&\dots &1&\dots &0\end{bmatrix}}}
и любая матрица представима как сумма не более чем n таких «одностолбцовых» матриц.

## Пример диады
Например, рассмотрим пару векторов
{\displaystyle \mathbf {A} =a\mathbf {i} +b\mathbf {j} }
и
{\displaystyle \mathbf {B} =c\mathbf {i} +d\mathbf {j} .}
Тогда тензорное произведение A и B равно
{\displaystyle \mathbf {A\otimes B} =ac\mathbf {i\otimes i} +ad\mathbf {i\otimes j} +bc\mathbf {j\otimes i} +bd\mathbf {j\otimes j} }.

## Оператор вращения
Двухвалентный тензор
{\displaystyle \mathbf {j\otimes i} -\mathbf {i\otimes j} } -
это оператор вращения плоскости на 90° (против часовой стрелки). Он действует слева от вектора и производит вращение:
{\displaystyle (\mathbf {j\otimes i} -\mathbf {i\otimes j} )\cdot (x\mathbf {i} +y\mathbf {j} )=x\mathbf {j(i} \cdot \mathbf {i)} -x\mathbf {i(j} \cdot \mathbf {i)} +y\mathbf {j(i} \cdot \mathbf {j)} -y\mathbf {i(j} \cdot \mathbf {j)} =-y\mathbf {i} +x\mathbf {j} .}

## Использование диад

### В физике
Как простейшие составляющие двухвалентных тензоров, диады нашли применение в кристаллофизике при описании симметрийных свойств кристаллов. Наибольшее развитие данный подход получил в так называемом ковариантном или бескоординатном методе, развиваемом белорусской школой теоретической физики.